# Kanton Chaumont-2
Kanton Chaumont-2 (fr. Canton de Chaumont-2) je francouzský kanton v departementu Haute-Marne v regionu Grand Est. Tvoří ho 4 obce a část města Chaumont. Zřízen byl v roce 2015.

## Obce kantonu
- Buxières-lès-Villiers
- Chamarandes-Choignes
- Chaumont (část)
- Laville-aux-Bois
- Villiers-le-Sec